# Clematis integrifolia
Clematis integrifolia là một loài thực vật có hoa trong họ Mao lương. Loài này được L. mô tả khoa học đầu tiên năm 1753.

## Hình ảnh

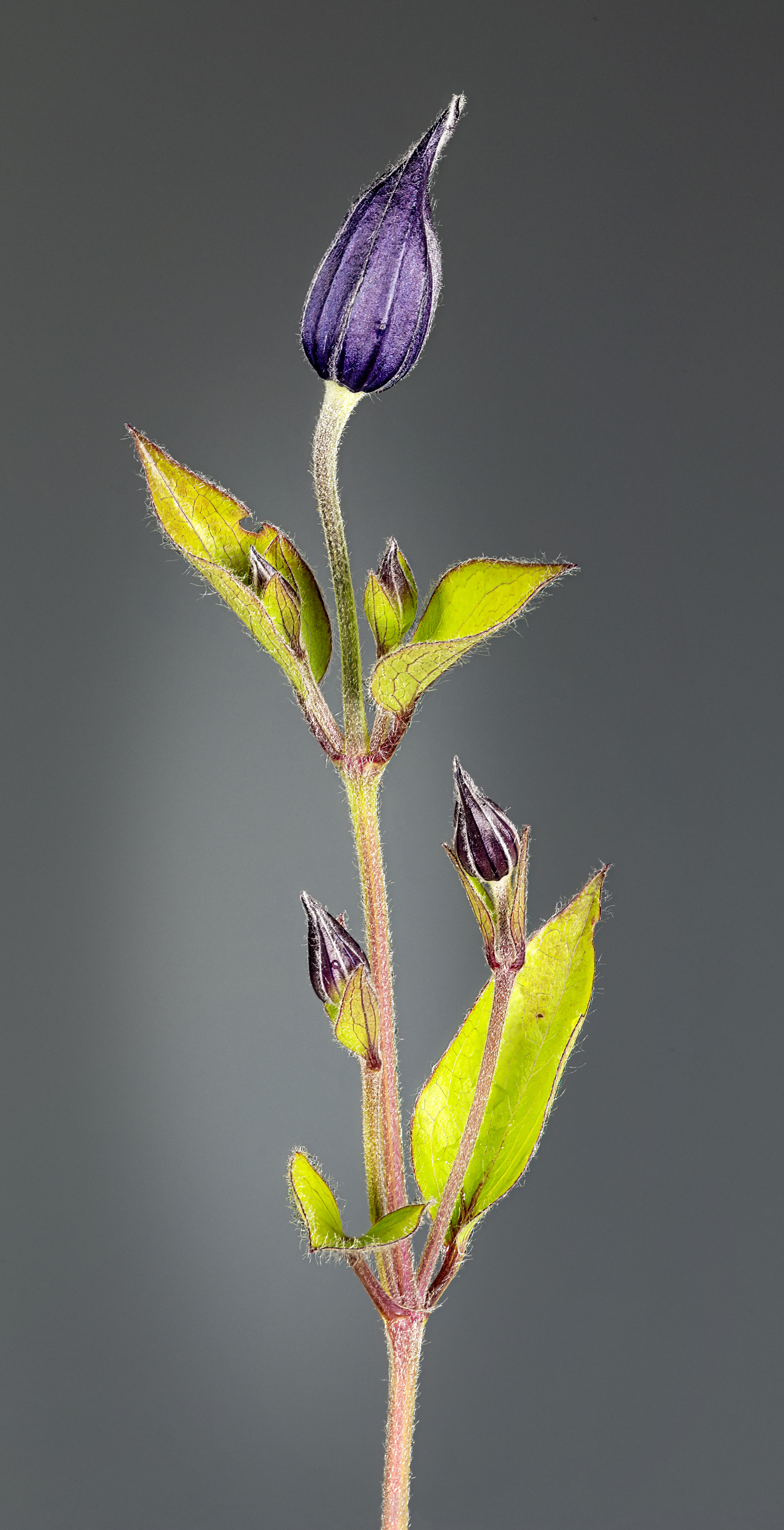
Chồi và lá non.
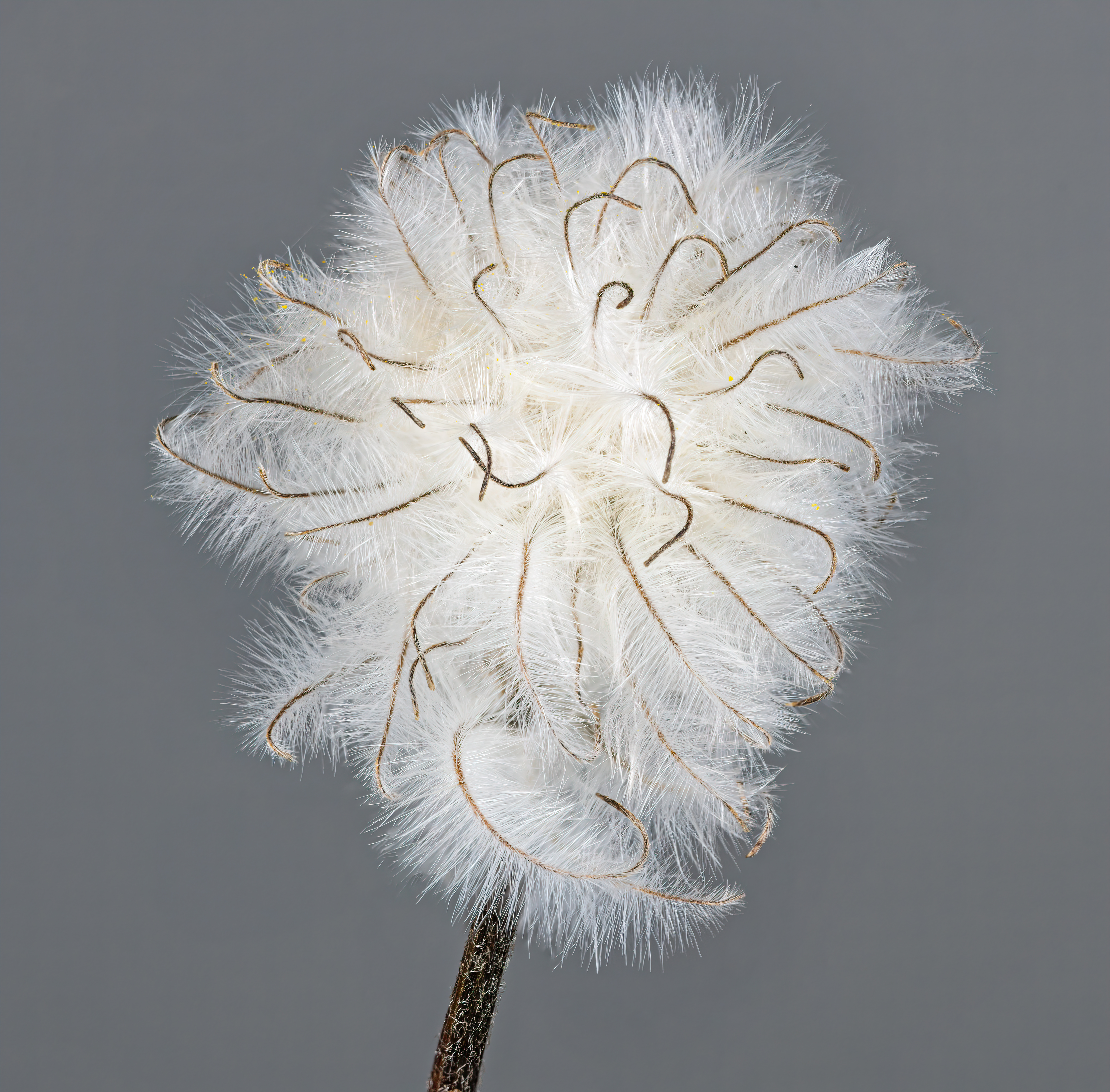
Trái cây trưởng thành
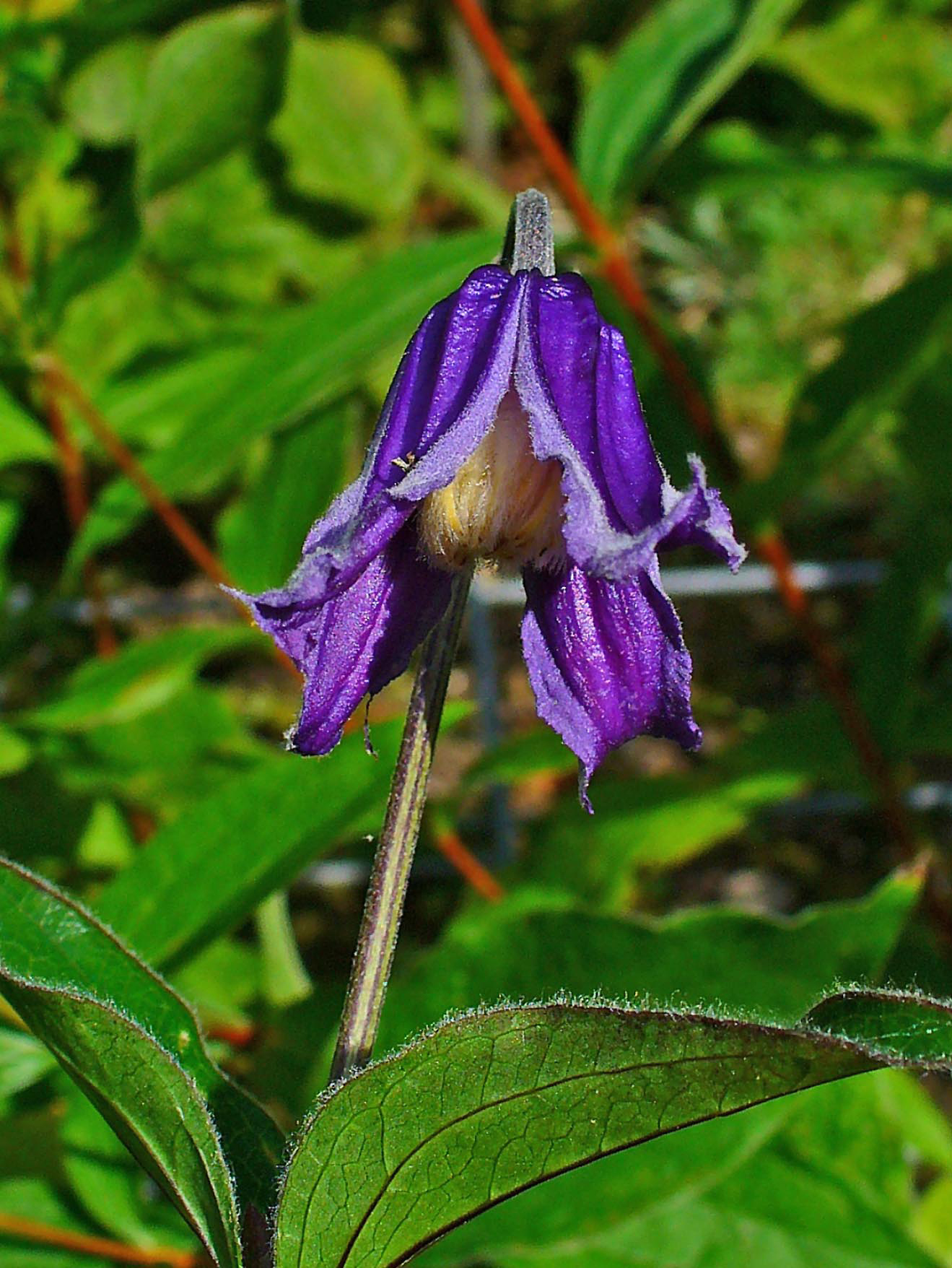
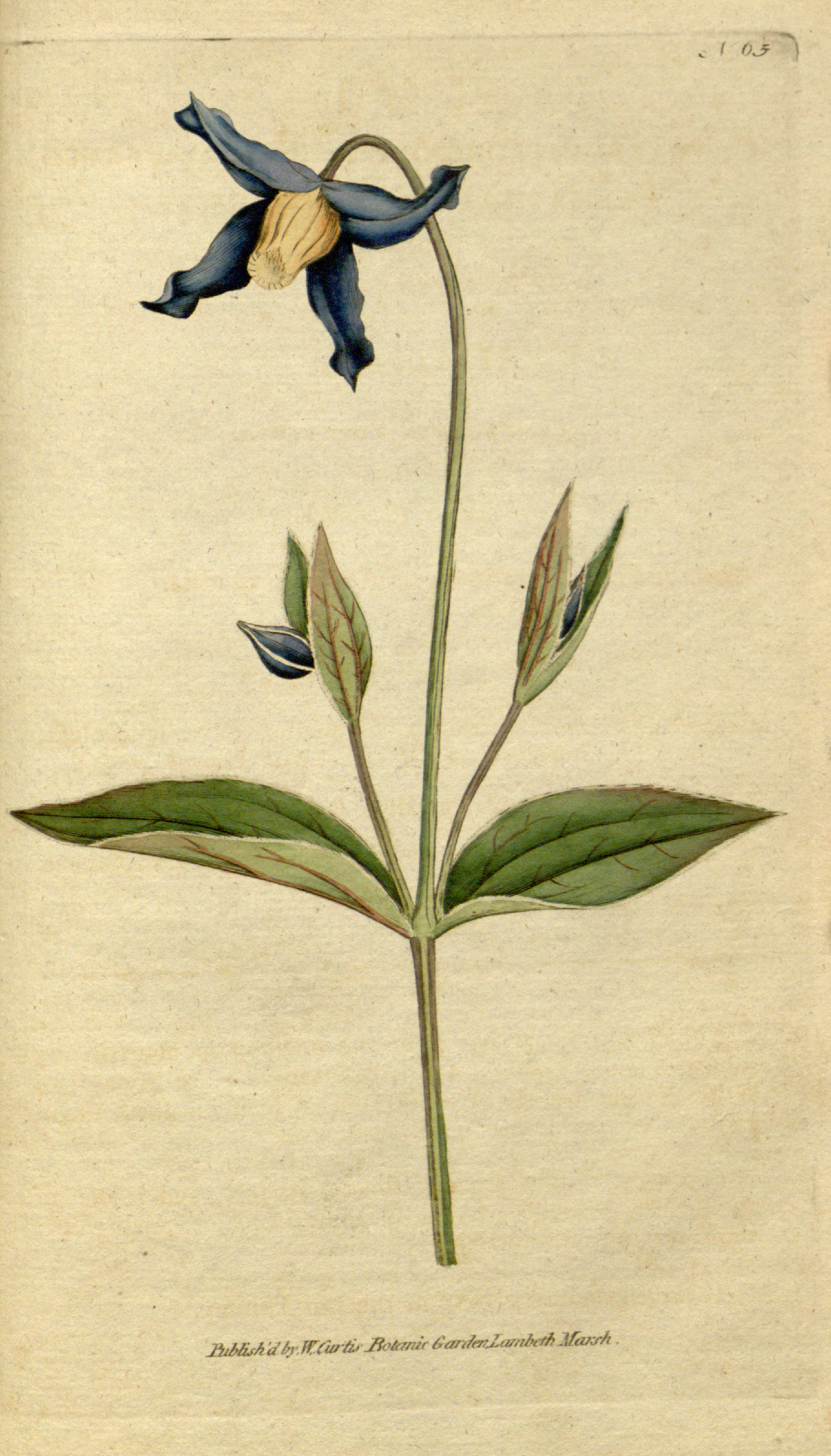
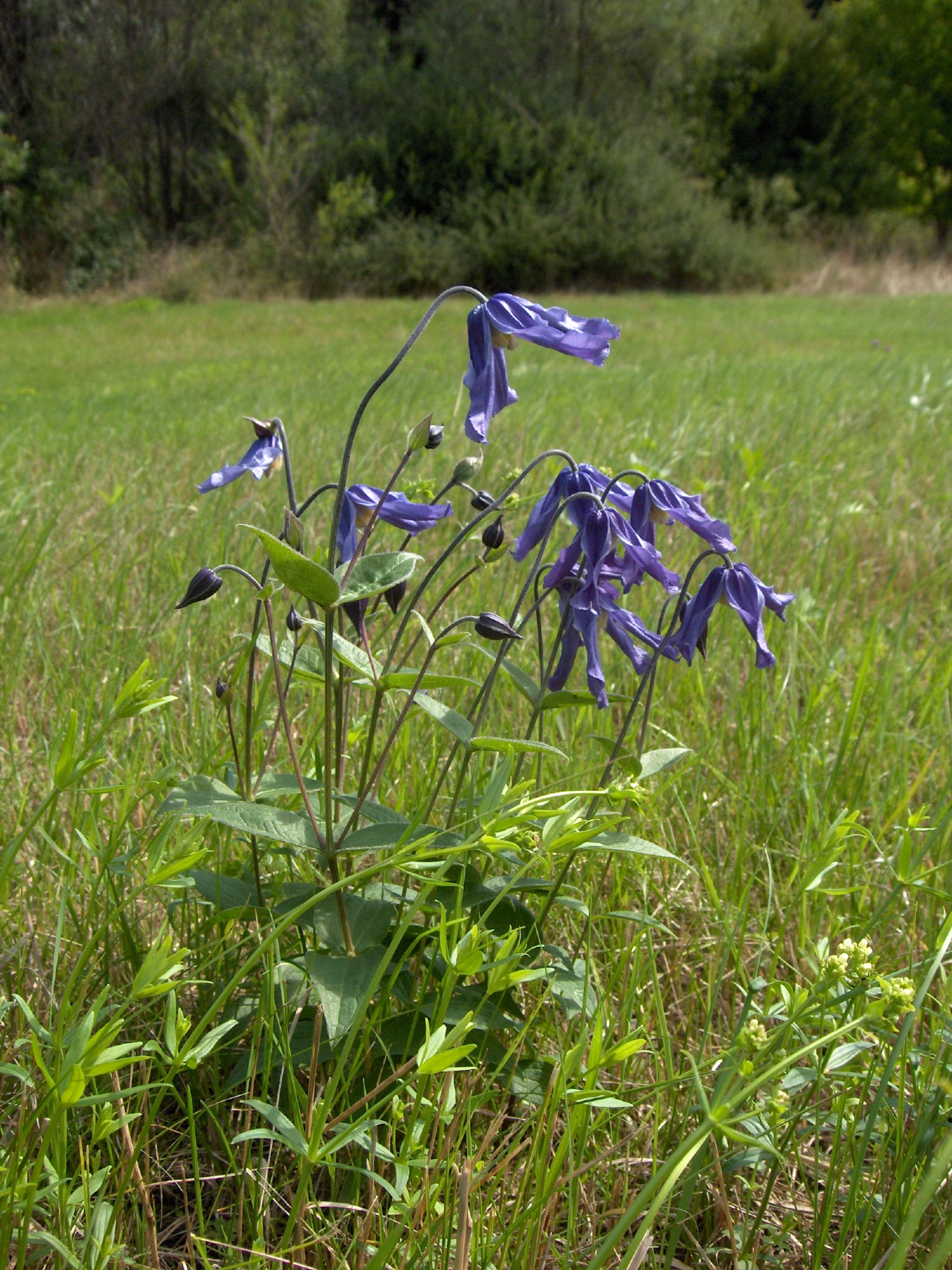